# Aleksandr Orłow (wiceadmirał)
Aleksandr Grigorjewicz Orłow (ros. Алекса́ндр Григо́рьевич Орло́в, ur. 20 września 1900 w Orszy, zm. 28 kwietnia 1945) – radziecki dowódca wojskowy, inżynier wiceadmirał, szef Głównego Zarządu Technicznego Marynarki Wojennej ZSRR.
Od grudnia 1918 w ochronie sztabu Wojskowej Flotylli Wołżańskiej. Uczestnik wojny domowej, 2 1921 instruktor w wojskowym komisariacie w Bobrujsku, w latach 1923-1938 studiował w Wyższej Szkole Wojskowo-Morskiej im. Dzierżyńskiego, 1928-1931 służył jako inżynier-mechanik na Pancerniku „Pariżskaja kommuna”. W latach 1931–1933 słuchacz Wydziału Budowy Okrętów Akademii Wojskowo-Morskiej im. Woroszyłowa, od 1933 dowódca sektora elektromechanicznego krążownika „Krasnyj Kawkaz”, od 1937 szef Wydziału 5 Sztabu Floty Czarnomorskiej. Od stycznia 1945 do kwietnia 1945 szef Głównego Zarządu Technicznego Marynarki Wojennej ZSRR, we wrześniu 1940 przewodniczący komisji ds. przyjmowania fabryk w Lipawie. 4 lipca 1940 mianowany inżynierem kontradmirałem, a 22 I 1944 inżynierem wiceadmirałem. Zginął w katastrofie lotniczej. Pochowany na cmentarzu Nowodziewiczym.

## Odznaczenia
- Order Lenina
- Order Czerwonego Sztandaru
- Order Nachimowa I klasy
- Order Czerwonej Gwiazdy
- Medal jubileuszowy „XX lat Robotniczo-Chłopskiej Armii Czerwonej”
- Medal „Za zwycięstwo nad Niemcami w Wielkiej Wojnie Ojczyźnianej 1941–1945”